# Astragalus austrotaromensis
Astragalus austrotaromensis es una especie de planta del género Astragalus, de la familia de las leguminosas, orden Fabales.
Fue descrita científicamente por Maassoumi, F. Ghahrem., Bagheri & Podlech.